# SPINK14
SPINK14 (англ. Serine peptidase inhibitor, Kazal type 14 (putative)) – білок, який кодується однойменним геном, розташованим у людей на 5-й хромосомі. Довжина поліпептидного ланцюга білка становить 97 амінокислот, а молекулярна маса — 11 057.
| 10         |  | 20         |  | 30         |  | 40         |  | 50         |
| ---------- |  | ---------- |  | ---------- |  | ---------- |  | ---------- |
| MAKSFPVFSL |  | LSFILIHLVL |  | SSVSGPRHWW |  | PPRGIIKVKC |  | PYEKVNLSWY |
| NGTVNPCPGL |  | YQPICGTNFI |  | TYDNPCILCV |  | ESLKSHGRIR |  | FYHDGKC    |

A: Аланін

C: Цистеїн

D: Аспарагінова кислота

E: Глутамінова кислота

F: Фенілаланін

G: Гліцин

H: Гістидин

I: Ізолейцин

K: Лізин

L: Лейцин

M: Метіонін

N: Аспарагін

P: Пролін

Q: Глутамін

R: Аргінін

S: Серин

T: Треонін

V: Валін

W: Триптофан

Кодований геном білок за функціями належить до інгібіторів протеаз, інгібіторів серинових протеаз. 
Секретований назовні.